# Cantón de Chaumont-Porcien
El cantón de Chaumont-Porcien era una división administrativa francesa, que estaba situada en el departamento de Ardenas y la región de Champaña-Ardenas.

## Composición
El cantón estaba formado por catorce comunas:
- Chappes
- Chaumont-Porcien
- Doumely-Bégny
- Draize
- Fraillicourt
- Givron
- La Romagne
- Montmeillant
- Remaucourt
- Renneville
- Rocquigny
- Rubigny
- Saint-Jean-aux-Bois
- Vaux-lès-Rubigny

## Supresión del cantón de Chaumont-Porcien
En aplicación del Decreto nº 2014-203 de 21 de febrero de 2014, el cantón de Chaumont-Porcien fue suprimido el 22 de marzo de 2015 y sus 14 comunas pasaron a formar parte del nuevo cantón de Signy-l'Abbaye.